# Tjuvskär, Raseborg
Tjuvskär är en ö i Finland. Den ligger i Finska viken och i kommunen Raseborg i den ekonomiska regionen  Raseborg i landskapet Nyland, i den södra delen av landet. Ön ligger omkring 78 kilometer väster om Helsingfors.
Öns area är 2,7 hektar och dess största längd är 290 meter i sydöst-nordvästlig riktning. Ön höjer sig omkring 10 meter över havsytan.